# ブリョンドゥロゥン
ブリョンドゥロゥン (氷語: Blöndulón、「氷河の水が流れる潟湖」の意) は、アイスランドで三番目に広い面積を持つ湖であり、1984年から1991年までの工事で建設されたブリョンドゥヴィルキュン (Blönduvirkjun) 水力発電所のダムでブランダ川 (Blanda) をせき止めて作られた貯水池である。面積は 57 km² だが、水深はもっとも深いところで 39 m である。アイスランド中央高地を走る道路キョルルの沿線に近く、南に 25 km のところに温泉で有名なクヴェラヴェトリル (Hveravellir) がある。

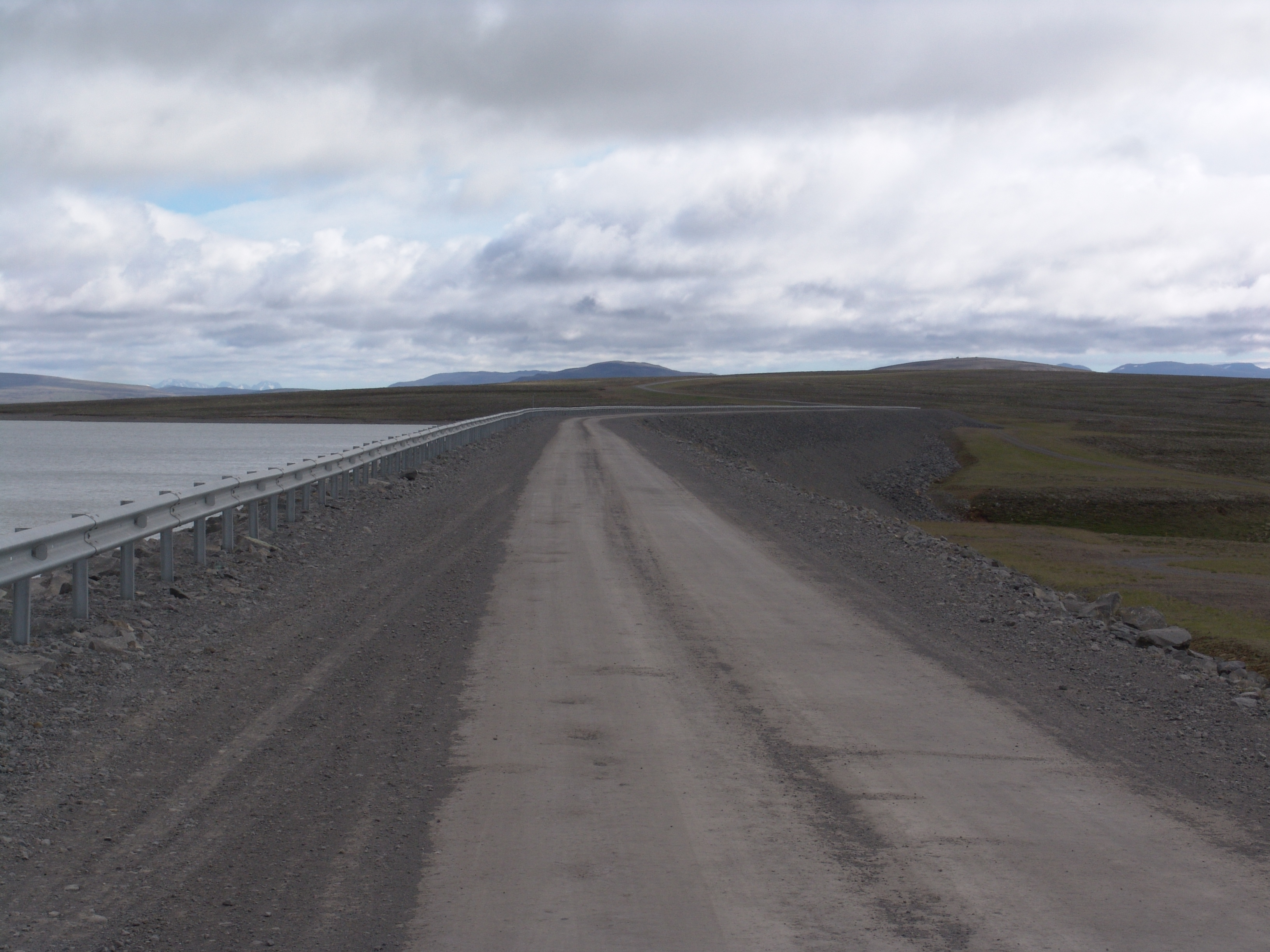
ダムの上を走る道路 (2005年)